# 長興車站
- 關於桃園捷運綠線興建中的車站，請見「長興站 (桃園捷運)」。
- 關於其他地區的長興站，請見「長興站」。

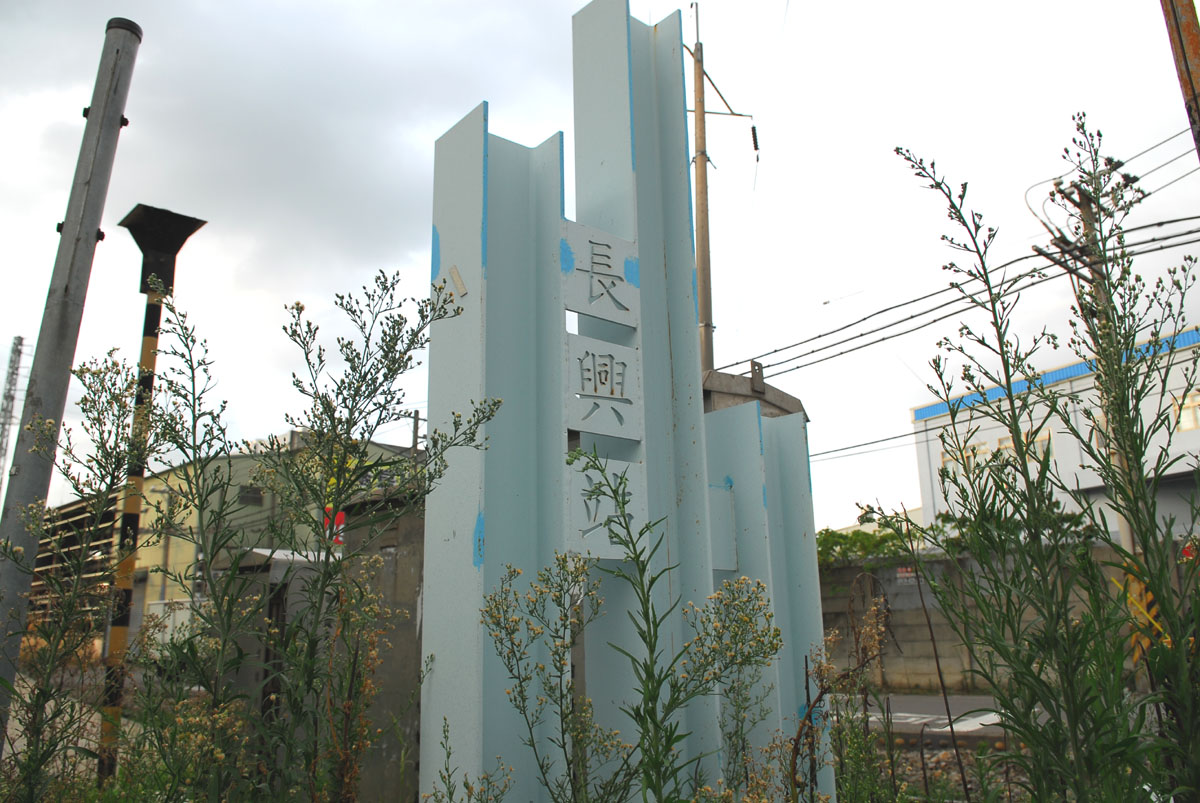
站名招牌

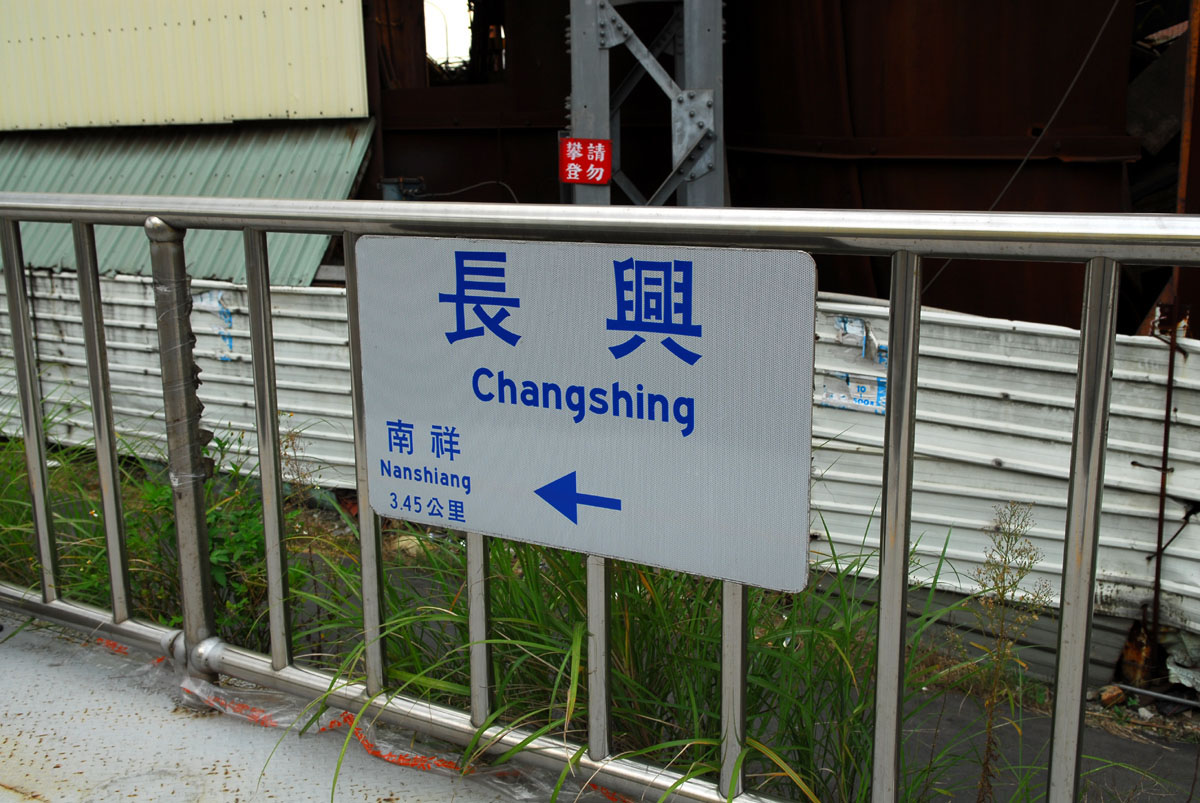
長興車站的月台舊標示牌

長興車站位於桃園市蘆竹區，為已廢線的臺灣鐵路管理局林口線之車站。

## 營運狀況
在林口線試辦客運車站的期間，長興車站主要的乘客群來自鄰近工業區的作業人員。在往海湖車站的延伸路段通車前，此處原本是桃林鐵路的終點站。

## 車站週邊
- 蘆竹工業區
- 臺灣桃園國際機場

## 歷史
- 2005年11月28日：正式通車，站名取自鄰近道路「長興路」之名。
- 2012年12月28日：隨著林口線停駛而廢止。

## 外部連結
- 〈獨家〉隱藏版終點站！　「桃林鐵道」藏祕境 TVBS新聞 （页面存档备份，存于）
- 2023.10.29 桃林（桃園-林口）鐵路步道（自行車道）徒步遊 Mark的遊記 （页面存档备份，存于）

25°4′25.14″N 121°16′58.32″E / 25.0736500°N 121.2828667°E